# Blazia lixivia
Blazia lixivia är en fjärilsart som beskrevs av Paul Dognin 1923. Blazia lixivia ingår i släktet Blazia och familjen tofsspinnare. Inga underarter finns listade i Catalogue of Life.